# عزلة البقع (صعدة)

تعديل مصدري - تعديل

عزلة البقع هي إحدى عزل مديرية كتاف والبقع في محافظة صعدة اليمنية ويبلغ تعداد سكانها 5357 نسمة حسب التعداد السكاني في اليمن لعام 2004.

## روابط خارجية
- الجهاز المركزي للإحصاء بالجمهورية اليمنية
- المركز الوطني للمعلومات باليمن
- World Gazetteer:Yemen
- الدليل الشامل